# Parco naturale regionale Salina di Punta della Contessa
Il parco naturale regionale Salina di Punta della Contessa è un'oasi e zone di protezione speciale (ZPS) di Brindisi compreso tra capo di Torre Cavallo e punta della Contessa.
L'area è caratterizzata da vasti bacini di acqua dolce lungo la costa e da numerosi canali che scendono al mare raccogliendo l'acqua piovana. Questi bacini si trovano a una certa distanza dal mare separati da dune non particolarmente grandi che non riescono a ostacolare alcune mareggiate, permettendo quindi all'acqua marina di raggiungere i bacini.
L'oasi è molto importante da un punto di vista ornitologico soprattutto nel canale "Foggia di Rau" dove è possibile trovare anche la tartaruga Emys orbicularis, popolazione che, però, conosce negli ultimi decenni una decrescita demografica.